# Пруддор
Пруддор — деревня в Кудымкарском районе Пермского края. Входила в состав Белоевского сельского поселения. Располагается на левом берегу реки Мечкор северо-западнее от города Кудымкара у автодороги Кудымкар-Гайны. Расстояние до районного центра составляет 17 км. По данным Всероссийской переписи населения 2010 года, в деревне проживало 65 человек (29 мужчин и 36 женщин).

## История
По данным на 1 июля 1963 года, в деревне проживало 143 человека. Населённый пункт входил в состав Белоевского сельсовета.